# Slow Train
«Slow Train» es una canción del músico estadounidense Bob Dylan, publicada en el álbum de estudio Slow Train Coming. La canción fue también publicada en los Estados Unidos como sucesor de «Gotta Serve Somebody», así como sencillo varios años después del álbum en directo con Grateful Dead Dylan & The Dead. El crítico Paul Williams calificó la canción como «el único tema [de Slow Train Coming] que debe escucharse una y otra y otra vez, inagotable, esencial», mientras que Jann Wenner, editor de Rolling Stone, la definió como «nada menos que la canción más madura y profunda de Dylan sobre Estados Unidos».

## Composición
«Slow Train» tuvo un origen anterior a la mayoría de canciones de Slow Train Coming. Comenzó como un tema instrumental que Dylan utilizó para calentar la banda en la gira de finales de 1978. Existe una grabación de la canción durante una prueba de sonido durante el concierto del 2 de diciembre de 1978 en Nashville, Tennessee, aunque solo el coro y unos pocos versos de esa versión se mantuvieron en la grabación final. Una demo de estudio se tocó en los Muscle Shoals Sound Studios en abril de 1979, y la versión finalmente incluida en el álbum fue grabada en los mismos estudios el 3 de mayo del mismo año. Dylan utilizó previamente el símbolo de un tren lento en las notas de su álbum Highway 61 Revisited: «La materia, aunque carece de sentido, tiene algo que ver en un sagrado tren lento».

## Letra
«Slow Train» tiene el estilo de otras canciones protesta de Dylan, aunque ahora la indignación moral de Dylan es alimentada por su reciente conversión al cristianismo. Los objetivos de la indignación de Dylan incluyen su propia figura, sus amigos, los falsos líderes, la injusticia, la codicia, la pobreza, la conformidad y la hipocresía, incluyendo la religiosa.  Aunque la mayoría de canciones de Slow Train Coming hacen referencia explítica a la reciente conversión de Dylan, «Slow Train» fue indirecta y metafórica, y a diferencia de otras canciones en el álbum, no contiene referencias bíblicas explíticas, con solo una cita sobre Satanás.
La segunda y última estrofa dibujan una relación con una chica de Alabama. En la segunda estrofa, la chica advierte a Dylan de que tiene que enderezarse para no morir y convertirse en una estadística de accidentes. En el séptimo y último verso, ella lo deja por un hombre peligroso de Illinois. Dylan usa esta experiencia para resumir que «seguro que no me molesta ver a mis seres queridos convirtiéndose en marionetas». El crítico Michael Gray también encuentra en estos versos una continuación de los temas de «vacilante voluntad y traición» del anterior álbum de Dylan, Street Legal.
La tercera estrofa fue motivo de controversia debido a que Dylan se queja del control que ejerce el petróleo extranjero sobre Estados Unidos con los siguientes versos:
Sheiks walkin’ around like kings
Wearing fancy jewels and nose rings
Deciding America's future from Amsterdam and to Paris
Paul Williams criticó estos versos por transmitir «un prejuicio racial y un nacionalismo justo», mientras que John Nogowski se quejó de que esto implicaba que Dios es una «figura típicamente americana». Otros críticos encontraron la estrofa como racista y patriotera, aunque el autor Seth Rogovoy escribió treinta años después que «aunque tal vez demasiado patriótico en el momento, la estrofa se ha convertido en profética, debido a que la dependencia energética del exterior sentó las bases para la destrucción a largo plazo del motor económico de los Estados Unidos».
Otras estrofas también contienen abundantes críticas sobre Estados Unidos, con versos como: «En el hogar de los valientes, Jefferson se revuelve en su tumba, tontos se glorifican a sí mismos, tratando de manipular a Satanás». Por otra parte, la imagen del estribillo sobre un «lento tren llegando sobre la curva» ha sido interpretada como un símbolo de la venida del Apocalipsis y de salvación. Nogovoy encuentra el símbolo ambiguo: aunque el tren lento parece ser un símbolo de liberación, no lo es explícito, por lo que mientras el tren «se puede unir a la gloria», como en canciones de Woody Guthrie y Curtis Mayfield, también se puede unir a un lugar más siniestro, especialmente teniendo en cuenta el uso de los trenes durante el siglo XX como medio de transporte de personas para asesinatos en masa. El biógrafo Clinton Heylin también ve ambigüedad en un símbolo sobre el que Dylan tenía que estar familiarizado como de redención en canciones de Guthrie y Mayfield, convirtiéndolo más bien en un símbolo apocalíptico en la época en la que escribió la canción. El profesor de literatura Stephen Scobie ve el tren como una imagen apocalíptica, pero dado que el tren es lento también llega tarde, y por lo tanto aunque esté llegando el apocalipsis, no está claro cuándo lo hará.

## Recepción
El crítico musical Robert Shelton describió «Slow Train» como «entre la música más poderosa que Dylan ha hecho desde Desire», mientras que Michael Gray la consideró uno de los temas más destacados de Slow Train Coming. Jim Esch, de Allmusic, lo definió como «uno de los mejores temas» de Slow Train Coming, citando la intensidad de la entrega de Dylan y las «líneas pegadizas» de la canción. Esch afirmó también que «dado que la letra es más elíptica en sus referencias cristianas, "Slow Train" es más accesible al público en general que los temas abiertamente evangélicos de su obra cristiana». No obstante, según el biógrafo Clinton Heylin, el trasfondo de la profesión de Dylan en la fe cristiana llevó a muchas críticas de la canción. Chris Bohn llamó a «Slow Train» «posiblemente la canción más irresponsable que Dylan jamás haya escrito», mientras que Charles Shaar, de NME,  estuvo molesto de que Dylan «dividiera el mundo en buenos y malos según los preceptos de un credo estrecho y fundamentalista».
Por otro lado, Jann Wenner, editor de Rolling Stone, dijo que «Slow Train» estaba «inequívocamente en la tradición de canciones de Dylan sobre el "Estado de la Unión" que Dylan ha puesto en cada disco que haya hecho... y es nada menor que la canción más madura y profunda de Dylan sobre Estados Unidos». El crítico Paul Williams de Crawdaddy la llamó «el núcleo al rojo vivo del álbum; el único tema que debe ser escuchado una y otra y otra vez, inagotable, esencial».

## Posición en listas
| Año  | País           | Lista                  | Posición |
| ---- | -------------- | ---------------------- | -------- |
| 1989 | Estados Unidos | Mainstream Rock Tracks | 8        |